# Michelle Bachelet
Verónica Michelle Bachelet Jeria (Santiago del Cile, 29 settembre 1951) è una politica cilena, presidente del Cile dal 2006 al 2010 e dal 2014 al 2018, nonché prima donna a rivestire tale carica.
È stata anche ministra della sanità e, sotto la presidenza Lagos, ministra della difesa. Dal 2018 al 2022 ha assunto la carica di Alta commissaria delle Nazioni Unite per i diritti umani.

## Biografia
Michelle Bachelet nasce a Santiago del Cile da Alberto Bachelet, generale dell'aviazione cilena e Ángela Jeria, antropologa. Diplomata nel 1969 al Liceo Nº 1 Javiera Carrera, una scuola femminile, nel 1970 entra alla facoltà di medicina dell'Università del Cile. Durante il governo di Salvador Allende il padre della Bachelet dirige l'ufficio per la distribuzione delle derrate alimentari e, a seguito del golpe cileno dell'11 settembre 1973, viene imprigionato presso l'accademia aeronautica, sotto accusa di tradimento, per essersi rifiutato di ribellarsi contro Allende. A seguito delle torture subite, Alberto Bachelet muore nel 1974 per arresto cardiaco nella prigione di Santiago. Anche l'allora fidanzato della Bachelet, Jaime López, è detenuto e torturato ed entra nel novero dei desaparecidos.
Il 10 gennaio 1975 anche Michelle e sua madre sono arrestate e poi detenute e torturate a Villa Grimaldi, noto centro di detenzione di Santiago, per 21 giorni. I suoi compagni di partito e amici sono torturati con l'elettricità e in gran numero uccisi, e lei deve subire privazioni e violenze fisiche e psicologiche (come assistere alle torture di altri e minacce di violenza sessuale o di morte, sia nei suoi confronti che in quelli di sua madre), ma scampa a quelle più pesanti. Ha raccontato di essere stata interrogata direttamente da Manuel Contreras, il capo della DINA, la polizia politica di Pinochet.

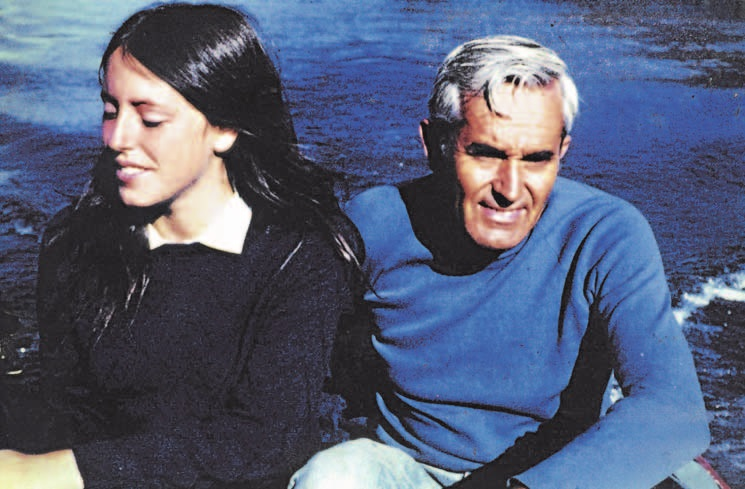
Michelle Bachelet e suo padre Alberto

Grazie ad alcune conoscenze familiari, le due donne sono poi liberate ed esiliate, e raggiungono in Australia il fratello maggiore di Michelle, Alberto, che vive lì dal 1969. Bachelet e sua madre si spostano quindi in Germania dell'Est, il cui governo concede asilo politico ai rifugiati cileni, e presso l'Herder Institut di Lipsia impara il tedesco; continua gli studi medici presso l'Università Humboldt di Berlino. Nel 1979 Michelle viene autorizzata a tornare in Cile, dove conclude gli studi e si laurea (nel 1982) presso l'Università del Cile come medico chirurgo. Tra il 1983 ed il 1986 si specializza in pediatria e sanità pubblica presso l'ospedale pediatrico "Roberto del Río". In questo periodo torna all'attività politica, impegnandosi sul fronte del ripristino della democrazia, con l'allentamento della pressione autoritaria.
Tra il 1985 ed il 1987 intrattiene una relazione sentimentale con Alex Vojkovic, un portavoce del Fronte Patriottico Manuel Rodríguez (FPMR), un gruppo di lotta armata tra i cui piani rientrava anche un attentato contro il generale Augusto Pinochet nel 1986. Collabora inoltre con alcune organizzazioni non governative come il PIDEE (che presiede tra il 1986 e il 1990) che aiuta i figli dei torturati e degli scomparsi. Partecipa alla campagna per il fronte del "No" nel plebiscito cileno del 1988 indetto su pressioni internazionali e seguendo la Costituzione cilena del 1980, con cui Pinochet voleva garantirsi la permanenza in carica; il voto lo obbligò invece al ritiro e all'indizione di libere elezioni nel 1989. L'11 marzo 1990 Pinochet si dimise e il nuovo governo democratico entrò in carica.
Con il ritorno al regime democratico, Bachelet lavora per il ministero della sanità, come consulente della Pan-American Health Organization e dell'Organizzazione mondiale della sanità. Tra il 1994 e il 1997 la Bachelet lavora come consigliera per la sottosegreteria del Ministero della Sanità. Spinta dall'interesse per le relazioni tra società civile e apparati militari, inizia a studiare presso l'Accademia Nazionale di Studi Politici e Strategici (Anepe), uscendone a pieni voti e ottenendo di proseguire i suoi studi negli Stati Uniti, all'Inter-American Defense College di Washington con una borsa di studio. Nel 1998 torna in Cile per lavorare presso il Ministero della Difesa come consigliera del ministro e consegue un master in "scienza militare" presso l'Accademia Militare dell'esercito cileno.

### Carriera politica
Come studentessa universitaria, Bachelet è iscritta alla "Gioventù Socialista". Si iscrive poi al Partito Socialista del Cile negli anni settanta. Nel 1995 entra nel comitato centrale del partito e dal 1998 al 2000 è parte attiva della sua commissione politica. Nel 1996 è candidata sindaca per il Partito Socialista a Las Condes, un sobborgo di Santiago, ottenendo il 2,35% dei voti.
Bachelet viene nominata Ministra della Sanità dal Presidente Ricardo Lagos l'11 marzo 2000 ed il 7 gennaio 2002 viene nominata Ministra della Difesa, diventando la prima donna a ricoprire l'incarico in un paese latinoamericano. Sul finire del 2004, in seguito ad un aumento della sua popolarità nei sondaggi, le viene chiesto di essere la candidata del Partito Socialista per le elezioni presidenziali; il primo ottobre 2004 Bachelet si dimette dai suoi incarichi governativi per affrontare la campagna elettorale.

### Ministra della Sanità
L'11 marzo 2000 a seguito dell'insediamento del primo presidente socialista, ossia Ricardo Lagos Escobar, dopo 27 anni dal golpe contro Salvador Allende, Bachelet viene nominata ministra della Sanità nel nuovo governo della Concertación di centrosinistra. A seguito di tale nomina, Bachelet deve rinunciare agli incarichi di partito.
Il principale obiettivo dell'azione politica della ministra e del suo presidente è quello di permettere anche alle fasce di popolazione meno abbienti di accedere alla sanità pubblica in maniera gratuita, senza il pagamento di eventuali ticket. Durante il suo mandato ministeriale, Bachelet propone anche l'introduzione della pillola del giorno dopo e politiche favorevoli all'esercizio del diritto all'aborto, che provocano l'opposizione della Chiesa cattolica, come quella della Corte Suprema del Cile, circa la pillola, in una sentenza del 2001.

### Ministra della Difesa

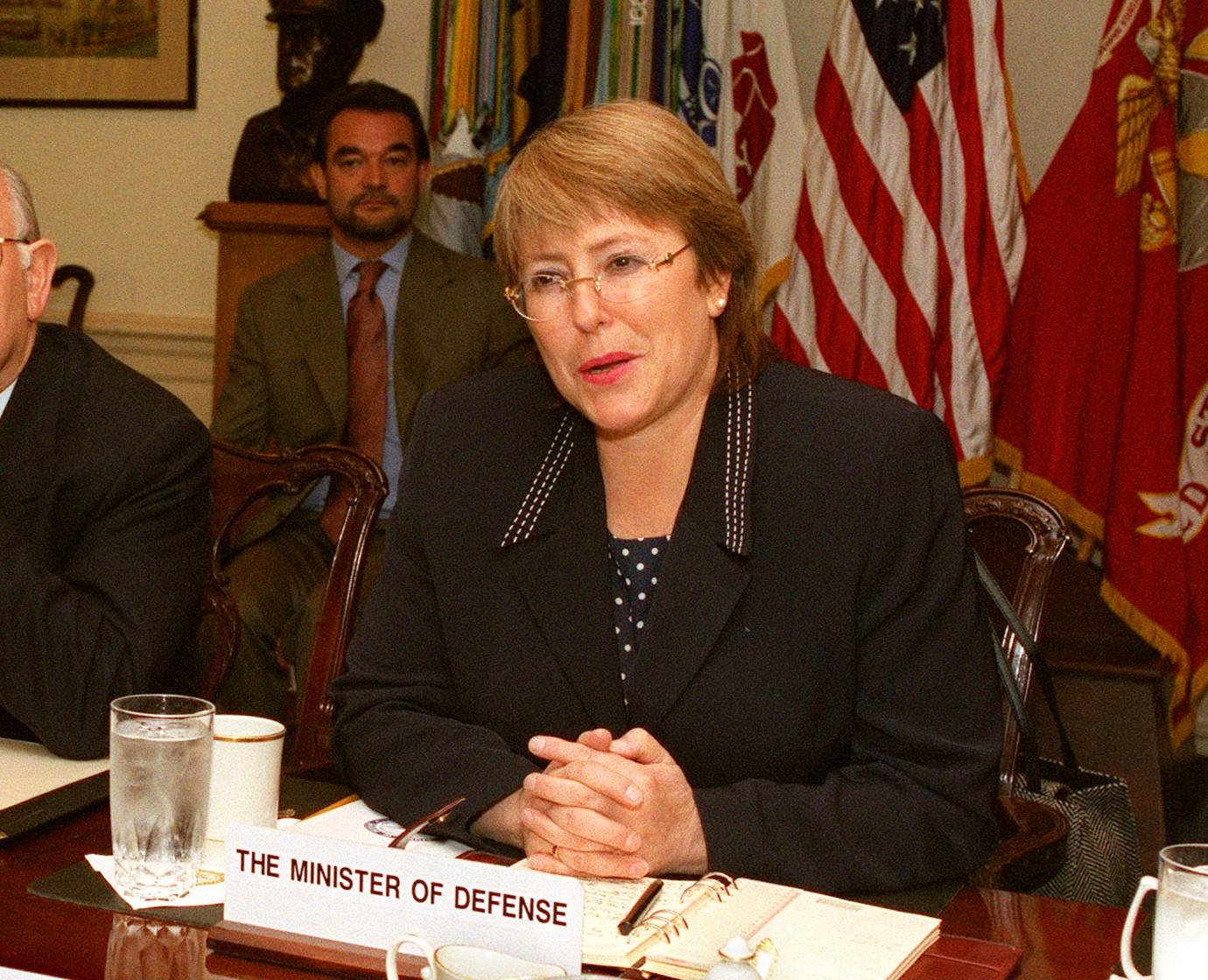
Michelle Bachelet in una riunione tra USA e Cile

Il 7 gennaio 2002 il presidente Ricardo Lagos ha deciso di procedere ad un rimpasto di governo e Bachelet è stata nominata Ministra della Difesa, sostituendo l'esponente del Partito Democratico Cristiano del Cile Mario Fernández. Si tratta di una svolta storica perché per la prima volta dal 1973 un socialista torna a tale incarico governativo.
L'ultima volta fu Orlando Letelier, con Salvador Allende come presidente. La Bachelet divenne la prima donna in America Latina ad assumere tale incarico e una delle poche a livello mondiale. La sua provenienza da una famiglia militare le ha permesso una maggior vicinanza con le Forze Armate Cilene e di riconciliare una parte della sinistra cilena con tale apparato.
Durante la sua gestione il Cile ha partecipato a missioni di pace a Cipro ed in Bosnia ed Erzegovina, oltreché alcune modifiche alla leva obbligatoria e alla stipulazione del Trattato di Ottawa, che consente di ridurre i campi minati. La Bachelet divenne molto popolare e amata dai suoi concittadini e molti nella sua coalizione la ritenevano come una delle candidabili per le elezioni presidenziali del 2005. La Bachelet si disse disponibile a candidarsi alle elezioni primarie e la sua competitrice fu la Ministra degli Esteri Soledad Alvear, democristiana.

### Primo mandato presidenziale

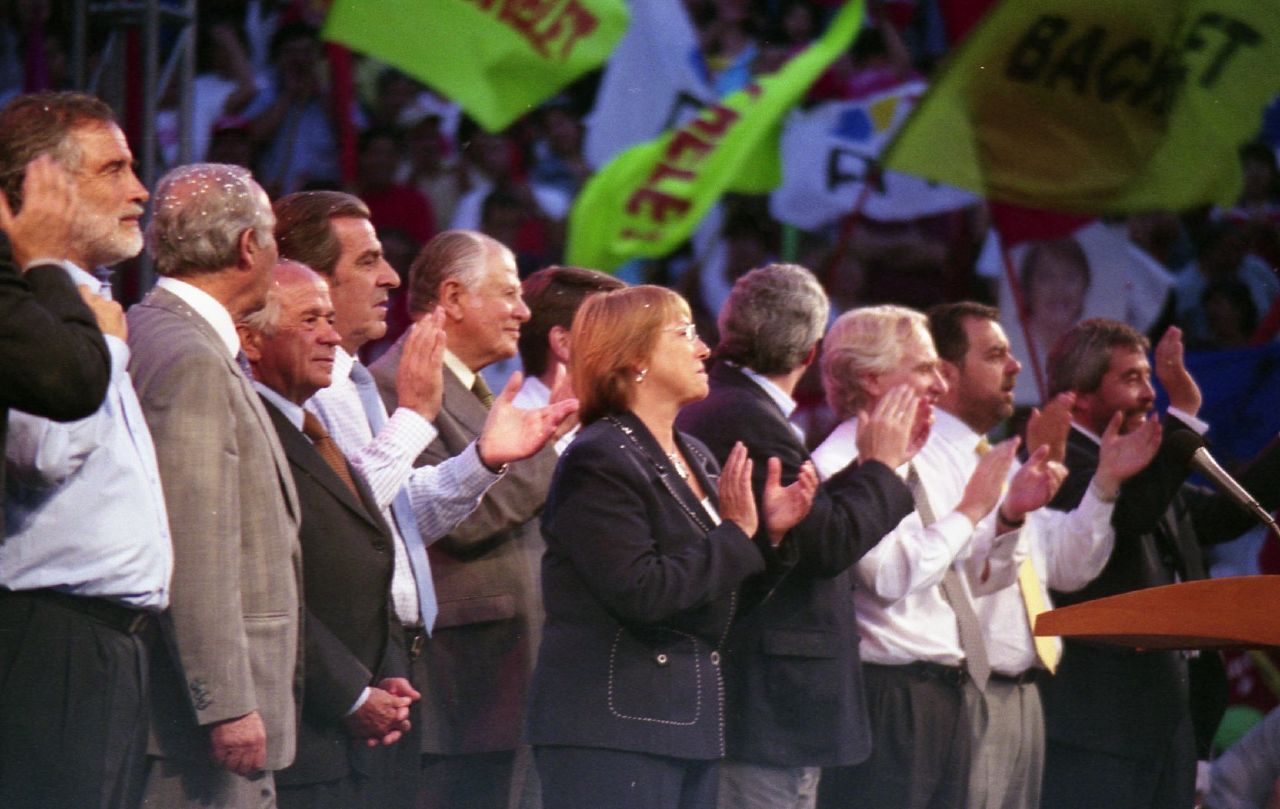
Michelle Bachelet assieme a Patricio Aylwin ed Eduardo Frei Ruiz-Tagle, entrambi ex-Presidenti

Il 1º ottobre 2004 è stata candidata per il Partito Socialista alle elezioni primarie che si sarebbero dovute svolgere l'anno successivo tra maggio e luglio. Il 14 novembre del 2004 riceve l'appoggio anche dal Partito per la Democrazia e il 23 aprile dell'anno successivo riceve il sostegno del Partito Radicale Social Democratico divenendo rappresentante dell'area progressista della Concertazione.
All'interno della coalizione la principale sfidante è la ministra degli Esteri Soledad Alvear, esponente del Partito Democratico Cristiano del Cile e sostenuta da suo partito per le elezioni primarie. Le due candidate riunite assieme al gruppo dirigente concertazionista stabiliscono la data delle elezioni il 31 luglio 2005. Intanto, entrambe le candidate del centrosinistra rimontano nei sondaggi e in un ipotetico scenario di ballottaggio riuscirebbero a sconfiggere il candidato della destra Joaquín Lavín, favorito alla successione del presidente in carica Ricardo Lagos. Per ufficializzarne la candidatura si tengono elezioni primarie, tuttavia Soledad Alvear si ritira a due mesi dal voto, per via del mancato sostegno del proprio partito e degli scarsi riscontri nei sondaggi. Nel mese di maggio l'Alianza por Chile si spacca in due ed il partito Rinnovamento Nazionale candida l'imprenditore Sebastián Piñera, mentre l'Unione Democratica Indipendente candida Joaquín Lavín. A causa della presenza di Piñera la candidatura di Alvear all'interno del centrosinistra sembra declinare perché la base centrista della candidatura della democristiana si erode e si orienta verso Piñera.
Per questo motivo Alvear si ritira e il PDC dà il suo appoggio alla socialista.
Alle elezioni presidenziali del 2005 Bachelet fronteggia il candidato di centro-destra Sebastián Piñera (di "Rinnovamento Nazionale"), il candidato della destra Joaquín Lavín ("Unione Democratica Indipendente") e quello di estrema sinistra Tomás Hirsch ("Juntos Podemos Más", "Uniti possiamo di più"). Al primo turno ottiene il 46% dei voti, Piñera il 25%, Lavín il 23% e Hirsch il 5%.
Non essendo riuscita ad ottenere la maggioranza assoluta dei voti al primo turno, partecipa al ballottaggio contro Piñera. Il 15 gennaio vince il ballottaggio con Piñera con il 53,5% dei voti, e diventa la prima donna capo di Stato del Cile e la settima nel continente americano dopo Janet Jagan in Guyana, Isabel Martínez de Perón in Argentina, Lidia Gueiler Tejada in Bolivia e Rosalía Arteaga in Ecuador, Violeta Chamorro in Nicaragua e Mireya Moscoso a Panama. È comunque la terza donna americana (dopo la Jagan e la Chamorro) ad essere eletta democraticamente, mentre tutte le altre precedentemente elencate ottennero l'incarico alla morte del loro marito.

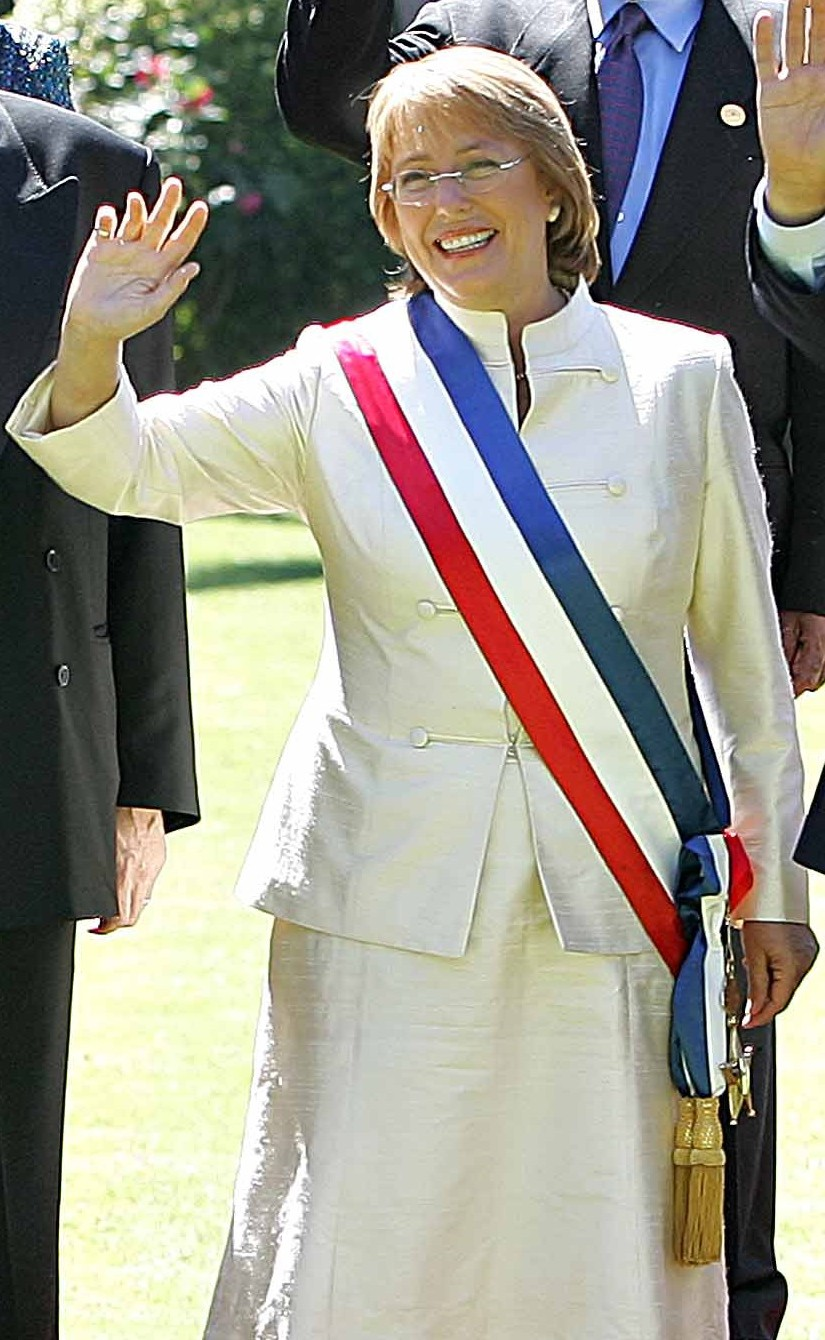
Michelle Bachelet nel giorno dell'insediamento come Presidente del Cile

L'11 marzo 2006 si è tenuta al Congresso di Valparaíso la cerimonia di trasmissione della banda presidenziale tra il Presidente uscente Ricardo Lagos e la presidente eletta Michelle Bachelet, che ha promesso una politica di rigore e di trasparenza. Alle 12:13 locali è diventata ufficialmente la 35º Presidente del Cile entrando nel pieno delle sue funzioni.
Il 13 marzo Bachelet ha approvato il suo primo provvedimento presidenziale, di grande importanza: l'esenzione dal pagamento delle prestazioni sanitarie per gli ultrasessantenni, oltre alla creazione di una commissione parlamentare per le riforme del sistema previdenziale, che coinvolgeva membri dell'opposizione di centrodestra. Bachelet ha iniziato il suo mandato con alti livelli di gradimento, oltre il 60% dei cittadini apprezzava la sua gestione presidenziale. Alcuni provvedimenti sono stati contestati come gli aumenti delle imposte sulle attività produttive e la legge per la regolamentazione del lavoro nero, creando malcontento non solo nell'Alianza por Chile o nel mondo delle imprese ma anche nella coalizione di centrosinistra.
Un'altra legge approvata nei primi mesi del suo governo è stata la legge della regolamentazione del tabacco. Il 21 maggio 2006, tenne il suo primo discorso alla nazione dal Congresso nazionale cileno parlando in particolare di riforme sulla sanità utilizzando i proventi della vendita del rame, aiuti alle famiglie più povere del paese, la creazione dei ministeri della Sicurezza Cittadina e dell'Ambiente.
Tuttavia la Presidente ha ricevuto molte critiche a seguito di alcuni provvedimenti non approvati dal Congresso, tra cui la controversa riforma dell'Istruzione, che ha suscitato grandi proteste da parte degli studenti, che hanno organizzato diversi scioperi; il 30 maggio l'80% degli studenti delle scuole superiori, pari a 800.000, hanno protestato nelle strade di Santiago del Cile. Il primo effetto di queste difficoltà per la Presidente è stato il calo notevole della popolarità arrivando fino al 44,2%, il più basso dal 1990. Il 5 giugno gli studenti sono scesi nuovamente in piazza e quattro giorni dopo tutte le manifestazioni nel paese sono terminate.

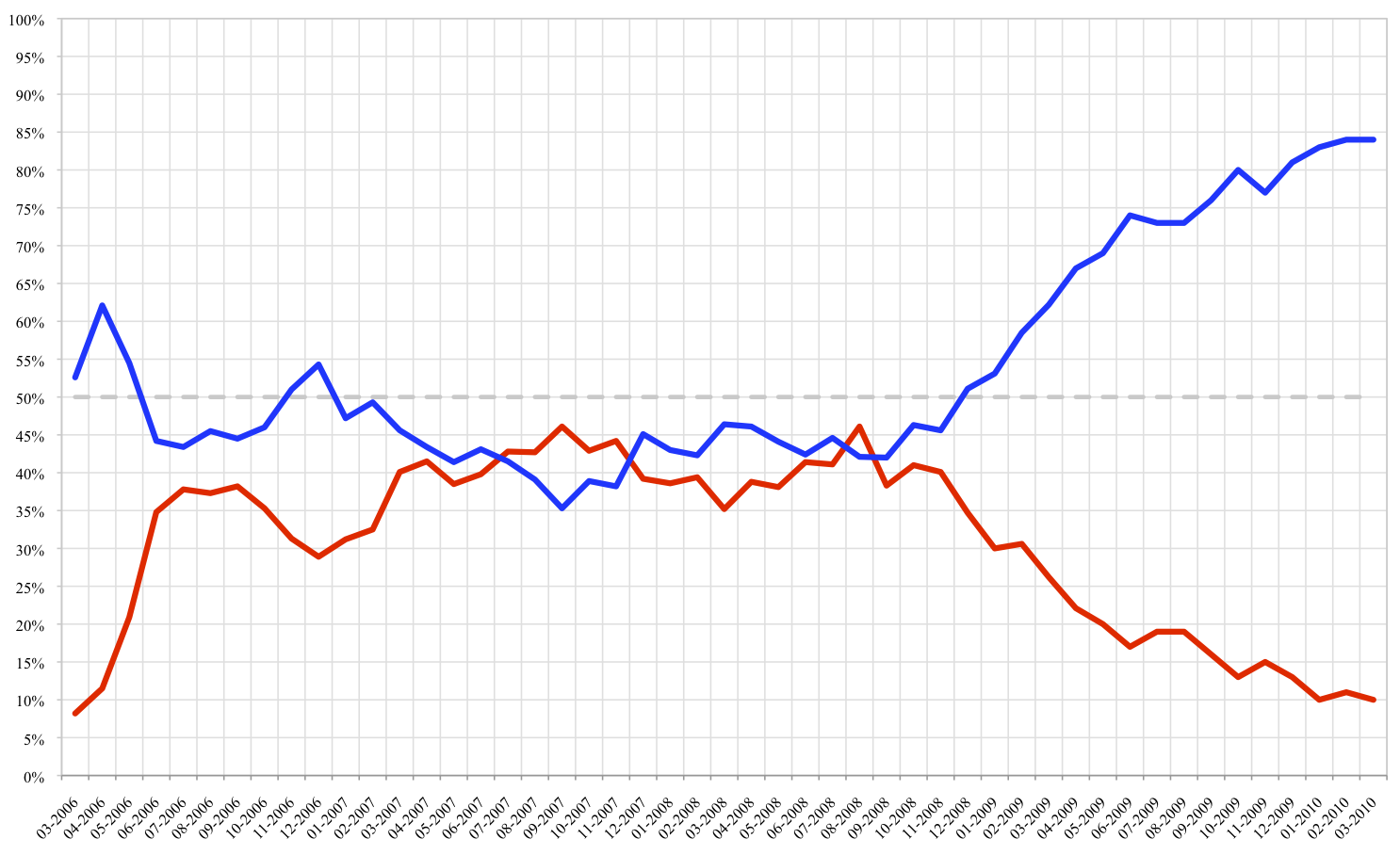
Sondaggi dell'istituto Adimark sulla popolarità della Presidente. Il blu indica l'approvazione, il rosso la disapprovazione.

Durante il mese di luglio sono state espresse nuove critiche a seguito dell'imminente tempesta che ha colpito duramente il centro e il sud del Cile, provocando gravi danni e anche malcontento da parte della popolazione locale che accusa la presenza della Presidente solo per rimontare nei sondaggi. Il 14 luglio Bachelet ha cambiato alcuni ministri tra cui Economia, Interni, Ricostruzione ed Istruzione, ossia i ministeri in cui ha avuto più difficoltà nei suoi primi mesi di governo.
Il 10 dicembre 2006 Augusto Pinochet è morto e Bachelet ha rifiutato di organizzare un funerale di Stato. L'11 gennaio 2007 sono stati pubblicati i sondaggi relativi alla popolarità della mandataria e si registra un certo incremento toccando il 54,3% di approvazione. I successivi però sono abbastanza negativi calando di 9 punti percentuali al 45,6% il 30 marzo. A luglio 2007 con la crisi del piano Transantiago, il sistema di trasporti della capitale, la popolarità è scivolata al 41,5% e per la prima volta la disapprovazione ha superato l'approvazione toccando il 42,8%. Il mese successivo è calata al 39,1%.

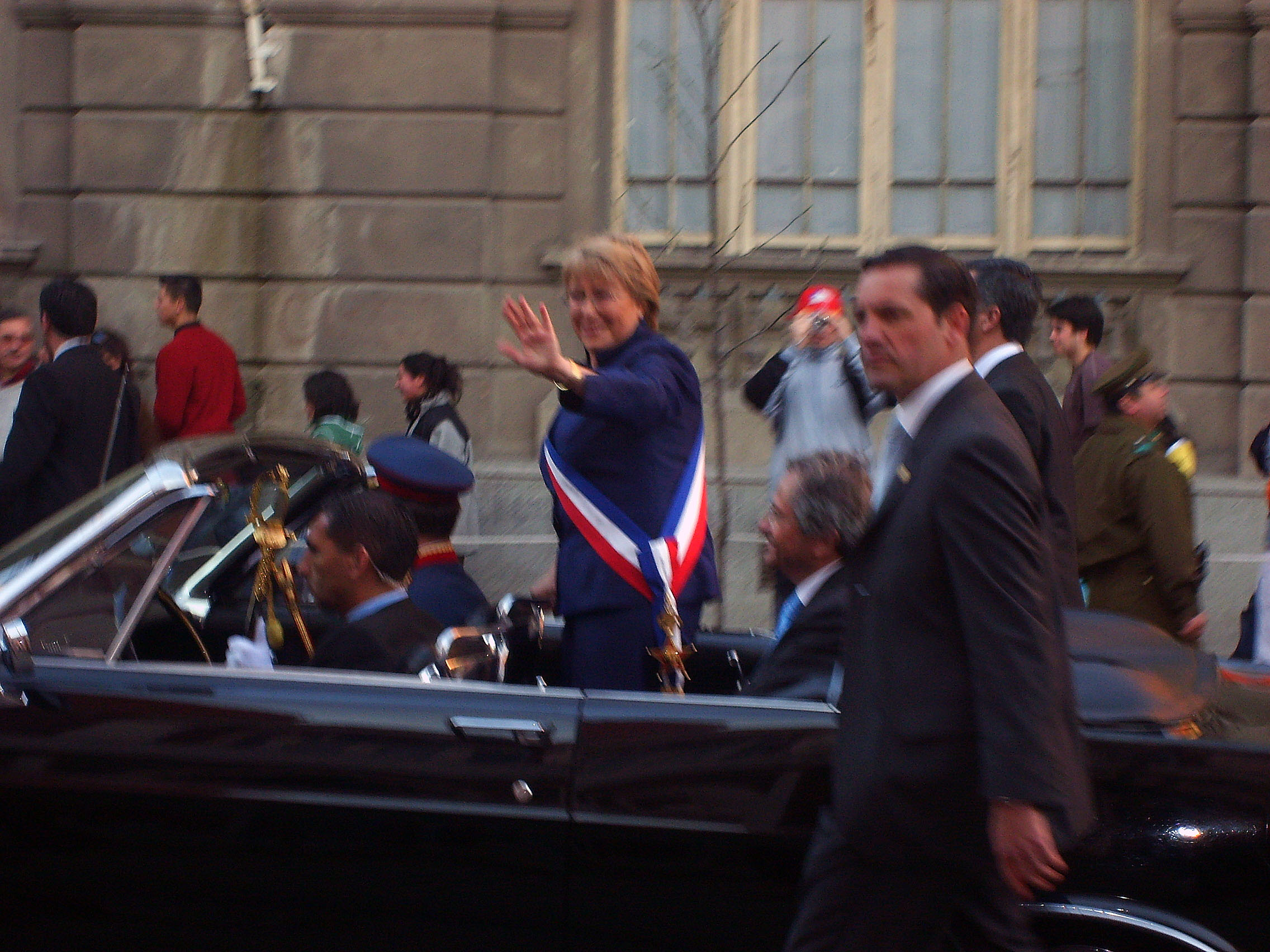
Michelle Bachelet alla parata militare del 2007.

Sempre nel mese di agosto, Bachelet ha affrontato le critiche anche dei sindacati per le promesse disattese dal governo, provocando manifestazioni arrivate fino a 3.000 persone ed un ulteriore calo dell'approvazione. Il portavoce del governo Ricardo Lagos Weber è stato sostituito da Francisco Vidal. Il 3 gennaio 2008 il ministro dell'Interno Belisario Velasco è stato sostituito da Edmundo Pérez Yoma.
L'opposizione accusa questi cambi nel governo come difficoltà per la Presidente nel governare il paese. Il 2008 è stato caratterizzato da un'approvazione intorno al 44% mentre la disapprovazione intorno al 40%. Ma a partire da dicembre c'è stata una grande rimonta della Presidente arrivando fino al 51,1% di approvazione, il mese successivo al 53,1%, a febbraio il 58,5% ed infine a marzo arriva al 62,2% di popolarità, il massimo da aprile 2006.
La grande rimonta della Presidente è dovuta alla capacità della Bachelet e della sua squadra di governo di affrontare la crisi economica del 2008-2009, creando consenso tra l'opinione pubblica e il sistema economico del paese. Nel mese di aprile è stato registrato un nuovo grande record per la Presidente, raggiungendo il 67,0% di gradimento e 53% per il suo governo. Nel mese di maggio 2009 continua l'ascesa della popolarità della presidente e del suo governo raggiungendo il picco del 69% e del 56% rispettivamente.
Bachelet ottiene nel mese di giugno 2009 un elevato livello di popolarità sia come presidente sia come governo: rispettivamente 74% e 65%. Bachelet è la meglio valutata di tutto il continente americano, superando persino Barack Obama che gode di poco più del 60%, ma nel mese di ottobre ottiene l'80 percento confermandosi come la più popolare Presidente di tutta la storia del Cile.
Dietro proposta di Alejandro Goic, presidente della Conferenza Episcopale Cilena, la presidente ha decretato per il Bicentenario della fondazione dello Stato cileno prevista per il 2010 un indulto plenario nei confronti di alcuni tipi di detenuti. Questa provvedimento avrà effetto dopo le elezioni presidenziali del 2009.
Durante i primi mesi del governo della Presidente Bachelet, l'economia ha mantenuto gli stessi ritmi di crescita economica ereditati dal governo di Ricardo Lagos. Il principale prodotto esportato del paese il rame il cui prezzo è aumentato notevolmente. Nel mese di maggio 2006 il valore per libbra ha superato i 3,5 dollari statunitensi, riportando un surplus di circa 6 milioni di dollari. Il governo ha deciso di risparmiare questi proventi creando malcontenti all'interno dell'alleanza di governo che proponeva l'utilizzo di questa cifra per fare investimenti nell'Istruzione e nella Sanità.
Un altro problema è stato il calo del valore del dollaro circolante nel paese che ha provocato degli effetti negativi sulle esportazioni. Un altro effetto della politica economica condotta da Bachelet è stato il calo del potere d'acquisto di salari e stipendi di alcune fasce di reddito, specialmente quelli medi e bassi, oltreché l'alto tasso di disoccupazione giovanile e la riduzione dei benefici ai pensionati. L'inflazione è aumentata nel corso del 2007, fino a toccare il 7,8%, circostanza che ha penalizzato le classi meno abbienti.
La politica ambientale è stata poco efficace soprattutto nella prima parte del governo della Presidente, nonostante la creazione del ministero dell'Ambiente. Alcuni settori della Concertación hanno accusato il governo di poca comunicazione con la cittadinanza creando cali nell'approvazione del governo e di Bachelet. Il problema principale che il governo ha dovuto affrontare è stato la politica energetica utilizzando fonti di energia rinnovabili senza intaccare la produzione industriale del paese. La politica economica della Presidente Bachelet e del suo ministro delle Finanze Andrés Velasco ha consentito al paese di godere di un elevato surplus, che nel 2007 ha toccato il massimo storico del Cile.
Durante la crisi del 2008-2009, la Presidente ed il ministro dell'economia hanno condotto una politica economica considerata ottima, giudicata positivamente sia dall'opinione pubblica sia da varie istituzioni finanziarie mondiali ed il Cile è stato considerato uno come i migliori modelli di sviluppo economico esistente al mondo che ha permesso il paese, almeno fino ad ora, di resistere a questa grave crisi. Il principale obiettivo del governo è quello di tutelare le classi meno abbienti e di proteggere il potere di acquisto dei ceti medi, proteggere la produzione industriale ed agricola ma senza utilizzare politiche protezioniste.

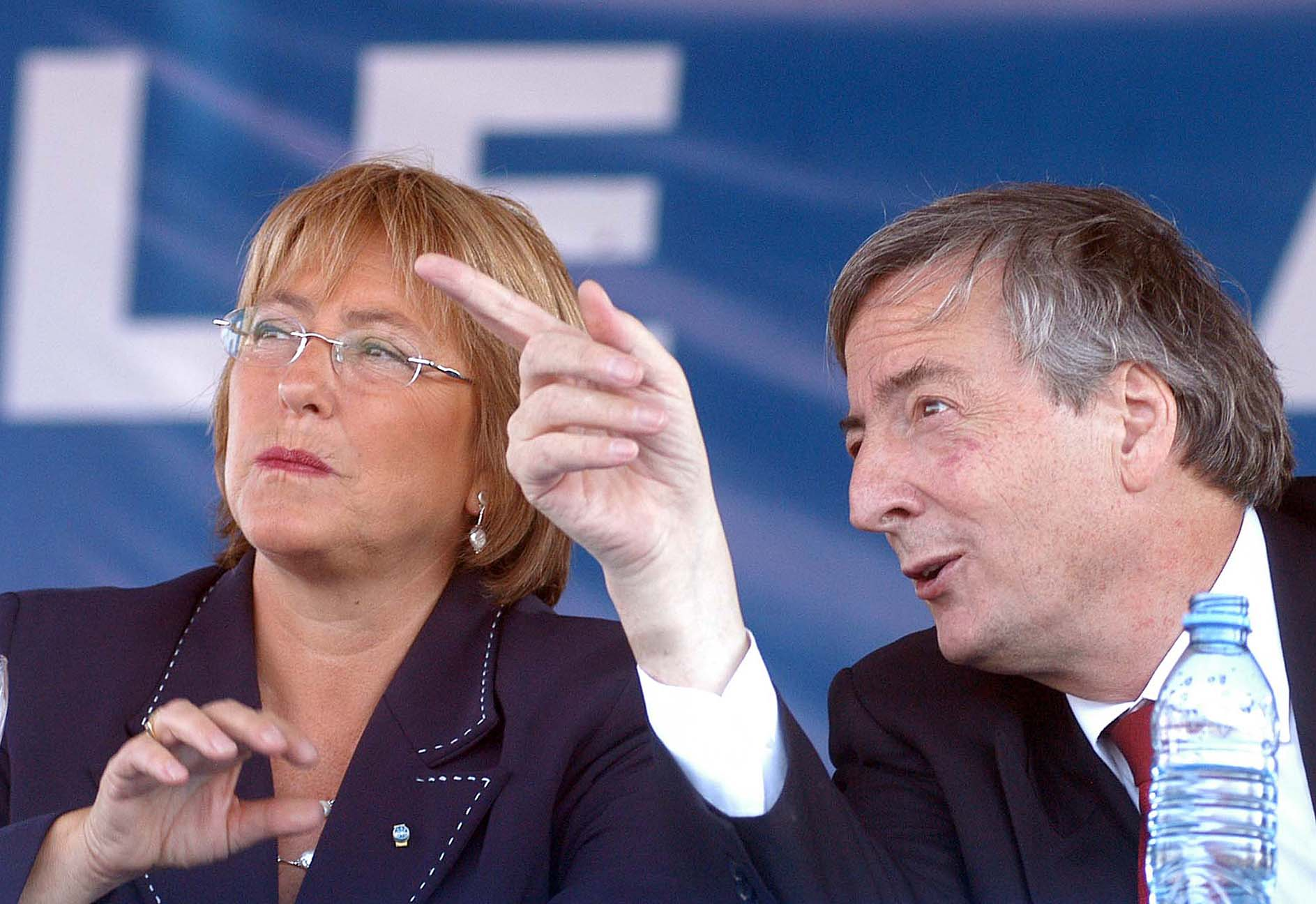
Michelle Bachelet assieme a Néstor Kirchner nel suo primo viaggio all'estero.

Il suo primo viaggio all'estero si è svolto in Argentina il 21 marzo 2006 dove ha incontrato il Presidente Néstor Carlos Kirchner, con il quale ha stipulato accordi strategici in campo economico, energetico e la costruzione di infrastrutture che potenziassero i collegamenti tra le due nazioni tra cui la Ferrovia Transandina.
Successivamente si è recata in Uruguay ed è stata ricevuta dal Presidente Tabaré Vázquez.
Il governo Bachelet ha potenziato le relazioni con gli altri paesi dell'America Latina ma ha ricevuto le critiche dalla sinistra d'opposizione raggruppata nella Juntos Podemos di dedicarsi maggiormente alle relazioni con gli altri continenti a discapito delle altre nazioni del subcontinente. Queste critiche furono rivolte anche al precedente governo di Lagos. Le relazioni con l'Argentina sono ottime grazie anche alle affinità e all'amicizia tra i due presidenti, le relazioni con la Bolivia sono migliorate grazie ad importanti accordi con il governo di Evo Morales. Tuttavia un punto di disaccordo tra i governi è la richiesta della Bolivia di avere uno sbocco sul mare, dato che assieme al Paraguay è la nazione in Sudamerica che non si affaccia sull'Oceano.
Il ministro degli Esteri Alejandro Foxley ha rifiutato le pressioni del governo boliviano di raggiungere un accordo sui confini con il Cile, affermando che un accordo è già presente ed è quello stipulato nel 1904. La Presidente si è recata per la prima volta in Europa in occasione del vertice tra Europa e America Latina che si svolse a Vienna il 12 maggio 2006 ed in quella occasione si è recata anche in Spagna, dove ha incontrato il primo ministro José Luis Rodríguez Zapatero.

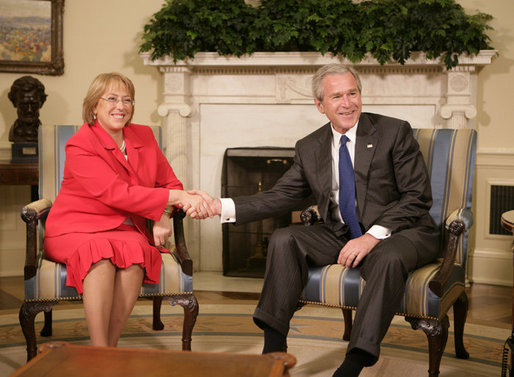
Michelle Bachelet assieme a George W. Bush alla Casa Bianca

L'8 giugno ha svolto una visita di stato negli Stati Uniti d'America ed è stata ricevuta dal Presidente George W. Bush e quest'ultimo ha fatto pressioni sul Cile affinché votasse contro l'entrata del Venezuela nel Consiglio di Sicurezza delle Nazioni Unite. Inizialmente Bachelet non ha espresso una propria opinione, anche se l'ambasciatore del Cile nel paese venezuelano e la ministra della Difesa Vivianne Blanlot si sono mostrati favorevoli alla candidatura del Venezuela. Un altro punto di divergenza con l'amministrazione Bush è stata la decisione del governo cileno di ratificare il documento che permette la creazione di un Tribunale penale internazionale, fortemente contrastato dal presidente statunitense.
Le relazioni con l'Argentina hanno incontrato una certa difficoltà quando il governo di Buenos Aires ha deciso di aumentare il prezzo di esportazione del gas verso il Cile ed altri paesi stranieri, mentre la Bolivia rifiuta di vendere il gas al Cile. Intanto il governo cerca un accordo con il governo Kirchner affinché i prezzi della vendita del gas non aumentino. Kirchner decise di modificare tale provvedimento ma tale modifica non ha coinvolto le province di Mendoza, di Neuquén e di Río Negro, le province confinanti con il Cile, creando malumori nella vita politica del Cile che chiedevano il rifiuto di tale accordo.
Un altro problema era il prezzo di vendita del gas per un milione di metri cubi che arrivò fino a $4,8 milioni mentre il ministro argentino della Pianificazione Julio de Vido aveva promesso che non superasse i 4 milioni di dollari. Bachelet intensifica le relazioni con il Perù a seguito dell'insediamento di Alan García, cercando di superare le divergenze che avevano caratterizzato i due anni precedenti tra Ricardo Lagos ed Alejandro Toledo. Bachelet nel novembre 2006 si è recata in Vietnam e il 20 dello stesso mese si è recata in Nuova Zelanda dalla premier Helen Clark.
A maggio 2008 è stata nominata Presidente dell'Unione delle Nazioni Sudamericane. Intanto negli ultimi mesi del 2008 e nei primi del 2009 Bachelet ha dovuto affrontare la domanda peruviana per la controversia marittima tra Cile e Perù e la richiesta della Bolivia di uno sbocco sul mare. Alla fine di marzo 2009 si è tenuta a Viña del Mar il Progressive Governance Conference a cui hanno partecipato diversi capi di Stato e di governo di centrosinistra del Sud America e dell'Europa oltreché gli Stati Uniti.
Il 23 giugno 2009 si è recata negli Stati Uniti d'America, dove ha incontrato il Presidente Barack Obama, che aveva già incontrato precedentemente in occasione del Vertice delle Americhe. Obama considera Bachelet come una delle migliori leader dell'America Latina ed elogia la sua conduzione economica durante la fase della crisi economica mondiale. Sempre nel 2009, ha visitato Cuba e incontrato Fidel Castro.
Bachelet ha terminato il suo mandato presidenziale l'11 marzo del 2010 e, per la prima volta dal 1958, il successore fu un esponente dello schieramento di centrodestra, il leader della Coalizione per il Cambiamento Sebastián Piñera, sconfiggendo il candidato di centro sinistra della Concertazione dei Partiti per la Democrazia Eduardo Frei Ruiz-Tagle, che al ballottaggio ha conseguito solo il 48,5% dei voti.

### Secondo mandato presidenziale

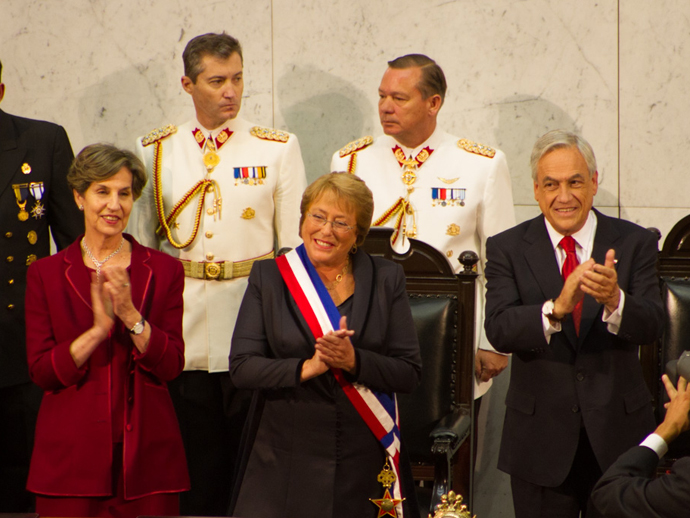
Seconda investitura presidenziale (11 marzo 2014)

Molti esponenti del centrosinistra intravedevano Bachelet come futura candidata alle elezioni del 2013 e come futura leader dell'opposizione al primo governo di centrodestra dal ritorno alla democrazia. Il 27 marzo 2013, infatti, ha annunciato la sua candidatura alle primarie della coalizione di centro-sinistra per la scelta del candidato presidente, svoltesi il 30 giugno, alle quali è risultata vincitrice con il 74,92% dei voti. È quindi la candidata ufficiale del centro-sinistra alle presidenziali del 2013, dove sfida la candidata delle destre Evelyn Matthei.
Alle elezioni del 15 dicembre, cui ha preso parte solo il 41% degli aventi diritto, è risultata eletta con il 62,16% delle preferenze, ed è entrata in carica nel marzo 2014, in una cerimonia presieduta dalla seconda carica dello Stato, la Presidente del Senato Isabel Allende Bussi.
Ha sostenuto il disegno di legge, approvato dal Parlamento il 2 agosto 2017, che ha garantito alle donne il diritto di abortire in caso di gravidanza a rischio per la vita della gestante, in caso di difetti congeniti nel feto che portano alla morte ed in caso di stupro. Il Cile nel 2017 era uno dei soli sei paesi al mondo a negare il diritto della donna di abortire. Il divieto era stato introdotto durante la dittatura del generale Augusto Pinochet, anche grazie al sostegno della Chiesa cattolica.
Favorisce una politica ecologica, a volte a scapito dei progetti economici. Si oppone così ad un progetto minerario che ha minacciato una riserva nazionale dove un gran numero di pinguini Humboldt, minacciati di estinzione, si stanno rifugiando, causando una crisi con la frangia liberale del suo governo.
Al ballottaggio delle presidenziali del 17 dicembre 2017, Sebastián Piñera supera il candidato del centro sinistra, il radicale Alejandro Guillier, e con il 54,58% dei voti viene eletto per la seconda volta Presidente del Cile. Bachelet gli ha lasciato l'incarico l'11 marzo 2018.

### Alta commissaria delle Nazioni Unite per i diritti umani
Il 10 agosto 2018 viene eletta Alta commissaria delle Nazioni Unite per i diritti umani dall'Assemblea generale. Il suo mandato inizia il 1º settembre 2018 e termina il 31 agosto 2022.